# Dono (komiker)
Wahjoe Sardono, mer känd som Dono eller Dono Warkop, född 30 september 1951, död 30 december 2001, var en indonesisk skådespelare, komiker och föreläsare. Han var en av medlemmarna i komikergruppen Warkop tillsammans med Kasino, Indro, Nanu Moeljono och Rudy Badil. Under perioden 1980-1995 medverkade han i 34 komedifilmer. Han avled i slutet av 2001 till följd av lungcancer.